# 湯快リゾート

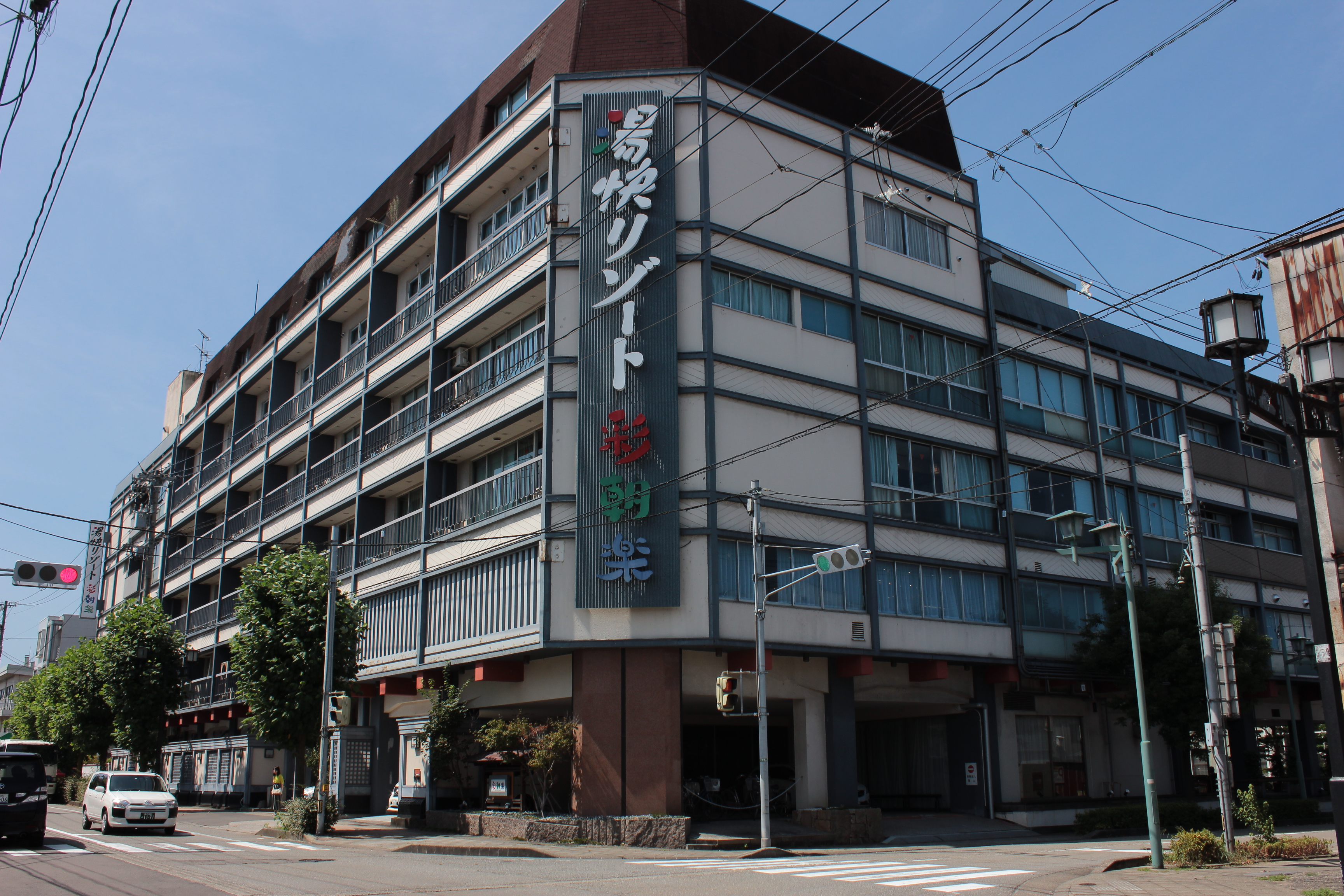
湯快リゾート彩朝楽（石川県加賀市）※ 現 大江戸温泉物語山代彩朝楽

湯快リゾート株式会社（ゆかいリゾート）は西日本を中心にホテルや温泉旅館を運営する企業。廃業したり競売にかけられたりしている宿泊施設を買収して再生させる手法（いわゆる居抜き出店）を用いて、かつては『湯快リゾート』ブランドで営業してきたが、2024年4月以降は大江戸温泉物語グループとの経営統合に伴い、『大江戸温泉物語』のブランドで施設を運営している。
キャッチコピーは『日本の温泉を身近にする湯快リゾート』。

## 概要
食事をバイキング形式にするなどの低価格戦略で展開し、2024年時点で南紀白浜温泉、南紀勝浦温泉などに計29店舗を大江戸温泉物語ブランドとして展開している。宿泊料金は各施設スタンダードタイプ・プレミアムタイプ・TAOYA・わんわんタイプにそれぞれで設定があり、宿泊人数、宿泊日によっても料金が変わってくる。大阪・神戸・京都・名古屋などから、各地のホテルへ観光地周遊型の高速バス扱いの有料や無料の送迎バスを運行している。2016年4月1日運行分から年末年始・旧盆・ゴールデンウィーク期間中は運休となっている。
2024年以降は、大江戸温泉物語ホテルズ＆リゾーツと経営統合して設立された「GENSEN HOLDINGS株式会社」の傘下となった。
なお、日帰り温泉施設の「湯快のゆ」は、湯快リゾートがプロデュースした食事を提供しているが、運営に関わっておらず、かつての親会社TOAI傘下に今もあるため、後述のブランド統合とは無関係である。

## 歴史
2003年に設立。当時は東愛産業株式会社（現・株式会社TOAI）の関連会社として創業した。東日本で同様の展開を行う伊東園ホテルズとは、その手法等を共有しており、かつては料金体系やサービスもほぼ同一であったため、両社のウェブサイトにリンクも掲載されていた。
2019年5月31日-全ての株式が投資会社の株式会社日本企業成長投資に売却され、東愛産業傘下から離脱した。
2023年1月にローン・スター・ファンド傘下に移った。ローンスターは競合社の大江戸温泉物語の株式も有している。2024年4月から 大江戸温泉物語との一体経営に着手した。
2024年9月2日に11月1日付でのブランド統合を正式発表した。法人格は維持する。湯快リゾート系のブランドを大江戸温泉物語系のブランドに順次転換する形での統合となり、プレミアムの一部が「大江戸温泉物語Premium」に、プレミアムの残余とスタンダードが「大江戸温泉物語」に移行するが、わんわんタイプのみ大江戸温泉側に該当ブランドがないため「大江戸温泉物語わんわんリゾート」に名称変更となる。（なお同日に湯快リゾートプレミアム ホテル千畳がTAOYA白浜千畳に変更の上リニューアルオープンする）。またメンバーズ制度も従来のメールマガジン会員制度が終了し、大江戸温泉物語の「いいふろ会員」に寄せる形となる。
2024年11月1日に管理施設が大江戸温泉物語へとブランドが統合された。
2025年2月末時点で川崎俊介が社長に就任している。
2025年秋に大江戸温泉物語ホテルズ&リゾーツとの経営統合が完了する予定。

## グループ会社

### 大江戸温泉物語グループ
- 詳細は大江戸温泉物語を参照

### 湯快リゾートグループ
- 湯快リゾート株式会社(三代目)[9]
  - 2019年（平成31年）3月Indus Holdings株式会社として設立
  - 2023年（令和5年）2月13日湯快リゾート株式会社に商号変更

- 湯快アセットマネジメント株式会社[10]
  - 2019年（平成31年）2月Indus株式会社として設立
  - 2019年（令和元年）10月1日湯快リゾート株式会社(二代目)を吸収合併・同名に商号変更
  - 2023年（令和5年）2月13日湯快アセットマネジメント株式会社に商号変更
- 株式会社風月

過去の関連会社
- 湯快リゾート株式会社(初代)[11]
  - 2016年2月1日、株式会社松田屋松濤園を吸収合併
  - 2019年（令和元年）10月1日、Indus株式会社に合併し解散

- 株式会社松田屋松濤園
  - 2016年2月1日、湯快リゾート株式会社に合併し解散

## 管理している施設
2024年11月時点の情報。現在のブランドごとに施設を分けているが、名称は統合前のものを記載し、変更があったものは<<>>を付す。湯快リゾートでプレミアムタイプだった施設には⭐︎を付す。

### 北陸
TAOYA
- ⭐︎金波荘 石川県七尾市　<<TAOYA和倉>>

旧 金波荘 今昔振舞。2010年2月に取得。同年4月28日に開業。2024年1月の能登半島地震により休館中。大江戸温泉に統合した後も休館は続いているが、管理自体は続いており、改修工事を実施。2025年4月12日にTAOYA和倉として営業を再開する。
大江戸温泉物語premium
- ⭐︎山中グランドホテル 石川県加賀市
2005年2月に取得。同年6月19日に開業。その後、2024年5月より休業し、2025年2月にリニューアルオープン。
- ⭐︎よしのや依緑園 石川県加賀市

2010年3月に取得。同年3月15日に開業。なお、別荘部分は加賀市に寄贈され加賀依緑園として整備されている。
- ⭐︎NEW MARUYA ホテル　石川県加賀市　<<加賀まるや>>
旧 癒しの宿 まるや。2011年9月に開業。[15]2024年11月に大江戸温泉へのブランド統合に合わせてリニューアルオープンしている。
- ⭐︎青雲閣 福井県あわら市
旧 芦原パストラル青雲閣。2008年8月に取得。同年10月10日に開業。[16]2024年2月までスタンダード

大江戸温泉物語
- ⭐︎宇奈月グランドホテル富山県黒部市
- ⭐︎あわづグランドホテル 石川県小松市

2004年11月11日に開業。2024年12月　露天風呂オープン
- 彩朝楽 石川県加賀市 <<大江戸温泉物語　山代彩朝楽>>

2004年8月13日開業。旧 江戸小町花ふうせん→花月荘
- 花・彩朝楽 石川県加賀市　<<山中彩朝楽>>

2008年10月7日開業。旧 ホテル大黒 せせらぎ亭。 2023年6月まで女性専用
大江戸温泉物語わんわんリゾート(旧湯快わんわんリゾート)
- 粟津(石川県小松市)

旧 ホテルはし本天翔閣。2006年11月11日にあわづグランドホテル別館として開業。2022年4月28日にわんわんリゾートとして開業。
- 矢田屋松濤園 石川県加賀市

旧 湯快倶楽部 矢田屋松濤園→湯快リゾート会席タイプ
- 片山津(石川県加賀市)

旧 ホテルよしの→花・彩朝楽→NEW MARUYAホテル別館　能登半島地震の影響で休業した後、被害が著しかったのと、素泊まりタイプに加え、大江戸温泉物語へのブランド統合のもあり、現在は閉館している。

### 東海
大江戸温泉物語premium
- ⭐︎下呂彩朝楽本館 岐阜県下呂市　<<下呂本館>>

旧 清芳閣
- ⭐︎鳥羽彩朝楽 三重県鳥羽市

旧 メンバーズホテルVIVI鳥羽。2019年に火災が発生し、一時休館。その後リニューアルを経て、2020年6月5日に再開業。
大江戸温泉物語
- ⭐︎恵那峡国際ホテル 岐阜県恵那市　<<恵那峡>>
- ⭐︎志摩彩朝楽三重県志摩市

旧 賢島ビューホテル
- 下呂彩朝楽別館 岐阜県下呂市　<<下呂別館>>

旧 宮島館

### 関西
TAOYA
- ⭐︎ホテル千畳 和歌山県西牟婁郡白浜町　<<白浜千畳>>

大江戸温泉物語premium
- ⭐︎白浜彩朝楽 和歌山県西牟婁郡白浜町

旧 ホテル古賀の井
- ⭐︎白浜御苑 和歌山県西牟婁郡白浜町

2019年リニューアル
- ⭐︎越之湯 和歌山県東牟婁郡那智勝浦町

2018年8月5日宿泊分で火災発生によるリニューアル工事のため休館。2021年4月17日宿泊分より再オープン。
大江戸温泉物語
- ⭐︎三好屋 兵庫県美方郡新温泉町

旧 三好屋グランドホテル

### 中国・四国
大江戸温泉物語premium
- ⭐︎斉木別館　鳥取県東伯郡三朝町

旧 湯快倶楽部 斉木別館
大江戸温泉物語
- ⭐︎輝乃湯 岡山県真庭市

旧 癒しの宿 輝乃湯
- かいけ彩朝楽 鳥取県米子市　<<かいけ>>

旧 清風荘
- 道後彩朝楽 愛媛県松山市　<<道後>>

旧 つかさビューホテル

### 九州
大江戸温泉物語premium
- ⭐︎ホテル風月 大分県別府市

日帰り温泉施設・里の駅併設。
大江戸温泉物語
- ⭐︎嬉野館 佐賀県嬉野市
- ⭐︎ホテル蘭風 長崎県平戸市
- 雲仙東洋館 長崎県雲仙市

旧 ホテル東洋館

## 送迎バス路線
大江戸温泉物語統合後もバスの運行は当会社が行なっている。

### 富山・金沢発着
- 富山・金沢 - 加賀温泉郷
- 加賀温泉郷・金沢・富山 - 宇奈月温泉

### 名古屋発着
- 名古屋 - 芦原・片山津・粟津温泉
- 名古屋 - 山代・山中温泉
- 名古屋 - 宇奈月温泉
- 名古屋 - 下呂温泉
- 名古屋 - 恵那峡温泉
- 名古屋 - 鳥羽・志摩

### 関西地区発着
- 新大阪・京都 - 宇奈月温泉
- 新大阪・京都 - 和倉温泉
- 新大阪 - 山代・山中温泉
- 京都 - 山代・山中温泉
- 天王寺・梅田 - 片山津・粟津温泉
- 新大阪 - 片山津・粟津温泉
- 京都 - 片山津・粟津温泉
- 新大阪・京都 - 芦原温泉
- 新大阪 - 下呂温泉
- 天王寺・京都 - 下呂温泉
- 新大阪・京都 - 恵那峡温泉
- 新大阪・京都 - 鳥羽・志摩
- 京都・天王寺 - 南紀白浜温泉
- 新大阪 - 南紀白浜温泉
- 天王寺・岸和田 - 南紀白浜温泉
- 三ノ宮・新大阪 - 南紀白浜温泉
- 京都・新大阪 - 南紀勝浦温泉
- 京都・新大阪 - 湯村温泉
- 京都・新大阪 - 湯原温泉
- 新大阪 - 湯原・三朝温泉

### 福岡発着
- HEARTSバスステーション博多・福岡空港 - 嬉野・平戸温泉
- HEARTSバスステーション博多・諫早駅 - 雲仙温泉
- HEARTSバスステーション博多・鳥栖駅 - 別府温泉

### 運行会社
☆印は過去に運行していたバス会社である。

#### 富山・金沢発着
- 旭観光
- 日本海観光バス☆

#### 名古屋発着
- オーワ観光（加賀温泉郷系統）
- 新生観光（恵那峡・下呂・宇奈月温泉系統）

#### 関西地区発着
- みらい観光（新大阪・京都 - 宇奈月・和倉温泉系統、天王寺・梅田 - 湯村温泉系統）
- 旭観光（天王寺・梅田 - 山代・片山津・粟津温泉系統）
- エムケイ観光（京都・新大阪・天王寺 - 白浜・勝浦温泉系統、京都・新大阪 - 湯村温泉系統）
- みつわバス（新大阪・京都 - 山中温泉系統）
- トランスパック（新大阪・京都 - 恵那峡温泉・鳥羽・志摩系統）
- エスケイ観光☆
- ユタカ交通（新大阪・京都 - 芦原温泉系統）
- えびす交通（新大阪・京都 - 山中・下呂温泉系統）
- 大上観光（神戸・新大阪 - 白浜温泉系統）
- 大地観光バス☆
- 両備バス☆
- エコロジャパン☆
- 帝産観光バス（新大阪・京都 - 山代・片山津・粟津温泉系統、京都・新大阪 - 湯村・三朝温泉系統）
- 日本観光旅行センター☆

#### 九州地区発着
- 九州相良観光バス（HEARTSバスステーション博多・福岡空港 - 嬉野・平戸温泉系統、HEARTSバスステーション博多・鳥栖駅 - 別府温泉系統）
- YMG観光バス（雲仙温泉系統）